# Ардуино делла Скала
Ардуи́но де́лла Ска́ла (итал. Arduino della Scala; ? — после 1180 года) — торговец из города Верона, родоначальник рода Скалигеров.

## Биография
Ардуино дела Скала был торговцем в городе Верона. Происхождение Ардуино точно не известно. По одной из версий он происходил из знатного баварского рода Скалембург эмигрировавших в Верону в XI веке, по другой версии от производителя лестниц Якопо Фико. Сам же Ардуино приписывал себе римское происхождение и в документах 1180 года именовался как «латинянин». Его сын Болдуино делла Скала стал консулом Вероны в 1147 году.

## Семья
Дети:
1. Болдуино делла Скала (1113—1166) —  имперский викария и подеста
2. Адам делла Скала — судья города Верона[5].